# نجات جسیکا لینچ
نجات جسیکا لینچ
فیلمی آمریکایی است ساخته سال۲۰۰۳میلادی براساس ماجرای معروف جسیکا لینچ سرباز شهیر آمریکایی و با بازی لاورا ریگان هنرپیشه مطرح آمریکایی-کانادایی در نقش وی است که موضوعی حماسی دارد و از شبکه ان بی سی پخش شد.
آهنگساز این فیلم رامین جوادی است.

## نادرستیها
اگرچه این فیلم بر اساس یک داستان واقعی است، اما بسیاری از جزئیات  نجات لینج  از طرف رسانه ها و همچنین خود لینچ به چالش کشیده شده است. لینچ به عنوان یک سرباز قهرمانانه به تصویر کشیده شده و نشان داده شده که او تا تصرف منطقه جنگیده است. در واقع لینچ در زمان سقوط خودرویش بیهوش شده و در بیمارستان به هوش می آید. عملیات نجات لینچ در یک بیمارستان غیرنظامی بدون مقاومت انجام شده است. هال اریکسون در مروری بر این فیلم نوشت: «یک مجوز شاعرانه درهم و برهم با اتفاقات پیرامون نجات جسیکا گرفته شده، و با پیشامدهای مضحک فراوان و تب و تابهای پیاپی همراه شده که برای هیجان انگیزتر کردن داستان به چرخه روایت پرتاب شده است.»